# Таджицько-узбецькі відносини
Таджицько-узбецькі відносини

## Договір про союзницькі відносини
Договір про союзницькі відносини між Республікою Таджикистан і Республікою Узбекистан підписаний у м. Душанбе 18 квітня 2024 року. Він передбачає розвиток співробітництва в таких областях, як:
- вирішення регіональних конфліктів мирним шляхом відповідно до норм міжнародного права,
- продовження взаємодії з питань демаркації державних кордонів,
- реалізація взаємовигідних проєктів у водно-енергетичній сфері,
- розвиток парламентської дипломатії,
- зміцнення взаємних зв'язків.

Закон прийнятий Законодавчою палатою Узбекистану 26 листопада 2024 і схвалений Сенатом 25 січня 2025 року. 12 лютого 2025 Президент Узбекистану Ш. Мірзійоєв підписав закон про ратифікацію договору.